# Willem de Bretoen
Willem de Bretoen (Frans: Guillaume le Breton; Latijn: Guillelmus Armorici; ca. 1165-1226) was een uit Bretagne (Land van Léon) afkomstige Franse geestelijke en schrijver.

## Leven
Willem werd op twaalfjarige leeftijd naar het college van Mantes-la-Jolie (Medanta, Medunta) gestuurd om er zijn geestelijke loopbaan aan te vangen en werd hier tot priester gewijd. Vervolgens genoot hij van een prebende in de diocese van Saint-Pol-de-Léon en schreef tijdens deze periode vermoedelijk het merendeel van zijn vitae (heiligenlevens) van Bretoense heiligen.
Hij zou dan onder niet geheel duidelijke omstandigheden een functie krijgen aan het koninklijk hof van Filips II van Frankrijk. Willem zou als diplomaat voor de koning optreden en onder andere met paus Innocentius III onderhandelen over de vraag van Filips II om van Ingeborg van Denemarken te mogen scheiden. Hij werd ook aangesteld als opvoeder van Peter Karlotus, de buitenechtelijke zoon van de koning en later bisschop van Noyon.
Willem was tegelijkertijd ook de persoonlijke hofkapelaan van de koning geworden en was in die hoedanigheid ook als ooggetuige aanwezig bij het beleg van Gaillard (1203-1204) en de slag bij Bouvines (27 juli 1214).
Willem zou kort na de deze slag zijn begonnen met werken aan zijn episch gedicht Philippidos (Frans: La Philippide), waarin hij Filips II verheerlijkte en zich spiegelde aan Vergilius’ Aeneïs. Hij zou in 1217 een eerste versie van tien zangen of boeken hebben afgewerkt en dit vervolgens hebben herwerkt tot een in 1224 afgewerkte versie van twaalf zangen of boeken met bijna 10.000 verzen. Het werd in 1274 door monniken van de abdij van Saint-Denis vertaald in Frans proza.
Tegelijkertijd werd Willem door de koning belast met de voortzetting van de door Rigord begonnen kroniek Gesta Philippi Augusti voor de periode van 1206 tot 1220. en het verwijderen van kritische passages uit dit werk. Dit werk werd verwerkt in de Grandes Chroniques de France en zou zo in belangrijke mate bijdrage aan de beeldvorming rond Filips II.

## Edities van zijn werken
- Continuatio Gestae Philippi Augusti, Chronicon: H.F. Delaborde (introd. ed.), Œuvres de Rigord et de Guillaume Le Breton, historiens de Philippe-Auguste, I, Parijs, 1882. (Gallica)
- Philippidos: H.F. Delaborde (introd. ed.), Œuvres de Rigord et de Guillaume Le Breton, historiens de Philippe-Auguste, II, Parijs, 1885. (Gallica)

## Verder lezen
- H.B. Teunis, Het werk van Willem van Bretagne, in R.E.V. Stuip - C. Vellekoop (edd.), Koningen in kronieken, Hilversum, 1998, pp. 117-126.

- Bibliothèque nationale de France: cb12989832n (data)
- Gemeinsame Normdatei: 11884038X
- International Standard Name Identifier: 0000 0001 0985 801X
- Library of Congress Control Number: nr91007406
- Nationale Bibliotheek van Tsjechië: xx0124802
- Nederlandse Thesaurus van Auteursnamen: 069712492
- Réseau des bibliothèques de Suisse occidentale: 02-A000076373
- Istituto Centrale per il Catalogo Unico: MILV113889
- SNAC: w67p93w6
- Système universitaire de documentation: 033453667
- Virtual International Authority File: 73985299
- WorldCat: E39PBJvXgw6Gc4hHTm7kyJTJXd